# Semigorodnjaja-Waldbahn
| Bahngebäude der Semigorodnjaja-Eisenbahn |                     |                                                    |                                                    |
| |                     |                                                    |                                                    |
| Diesellokomotive |                     |                                                    |                                                    |
| Teilstrecke Semigorodnjaja–Tomashka |                     |                                                    |                                                    |
| Streckenlänge: | 97 km               |                                                    |                                                    |
| Spurweite: | 750 mm (Schmalspur) |                                                    |                                                    |
| |                     |                                                    |                                                    |
| \| \| 0 \| Semigorodnjaja \| Semigorodnjaja \| \| \| 4 \| Fluss Dwiniza (Двиница) \| Fluss Dwiniza (Двиница) \| \| \| 6 \| Dorf Sechster Kilometer (Шестой километр) \| Dorf Sechster Kilometer (Шестой километр) \| \| \| 17 \| Namenloses Dorf \| Namenloses Dorf \| \| \| 20 \| Otseljonny (Отселённый) \| Otseljonny (Отселённый) \| \| \| 29 \| Tomaschka (Томашка) \| Tomaschka (Томашка) \| \| \| 33 \| Uschkomiza (Ушкомица) \| Uschkomiza (Ушкомица) \| \| \| \| Zweigstrecke zum Sjamschen-Fluss \| \| \| \| 35 \| Autobahn Moskau–Archangelsk (Островок цивилизации) \| Autobahn Moskau–Archangelsk (Островок цивилизации) \| \| \| 47 \| Namenloses Dorf \| Namenloses Dorf \| \| \| 66 \| Dorf Sogorki (Согорки) \| Dorf Sogorki (Согорки) \| \| \| 85 \| Dorf Singoima (Синьгойма) \| Dorf Singoima (Синьгойма) \| \| \| 97 \| Station Druschba (Станция Дружба) \| Station Druschba (Станция Дружба) \| |                     |                                                    |                                                    |
| Kopfbahnhof Streckenanfang | 0                   | Semigorodnjaja                                     | Semigorodnjaja                                     |
| Brücke über Wasserlauf | 4                   | Fluss Dwiniza (Двиница)                            | Fluss Dwiniza (Двиница)                            |
| Haltepunkt / Haltestelle | 6                   | Dorf Sechster Kilometer (Шестой километр)          | Dorf Sechster Kilometer (Шестой километр)          |
| Haltepunkt / Haltestelle | 17                  | Namenloses Dorf                                    | Namenloses Dorf                                    |
| Haltepunkt / Haltestelle | 20                  | Otseljonny (Отселённый)                            | Otseljonny (Отселённый)                            |
| Bahnhof | 29                  | Tomaschka (Томашка)                                | Tomaschka (Томашка)                                |
| Bahnhof (Strecke außer Betrieb) | 33                  | Uschkomiza (Ушкомица)                              | Uschkomiza (Ушкомица)                              |
| Abzweig geradeaus und nach links (Strecke außer Betrieb) |                     | Zweigstrecke zum Sjamschen-Fluss                   | Zweigstrecke zum Sjamschen-Fluss                   |
| | 35                  | Autobahn Moskau–Archangelsk (Островок цивилизации) | Autobahn Moskau–Archangelsk (Островок цивилизации) |
| Haltepunkt / Haltestelle (Strecke außer Betrieb) | 47                  | Namenloses Dorf                                    | Namenloses Dorf                                    |
| Bahnhof (Strecke außer Betrieb) | 66                  | Dorf Sogorki (Согорки)                             | Dorf Sogorki (Согорки)                             |
| Haltepunkt / Haltestelle (Strecke außer Betrieb) | 85                  | Dorf Singoima (Синьгойма)                          | Dorf Singoima (Синьгойма)                          |
| Kopfbahnhof Streckenende (Strecke außer Betrieb) | 97                  | Station Druschba (Станция Дружба)                  | Station Druschba (Станция Дружба)                  |

Die Semigorodnjaja-Waldbahn (russisch Семигородняя узкоколейная железная дорога) ist eine ehemals 97 Kilometer lange Schmalspurbahn in den Bezirken Charowsk und Sjamscha der russischen Oblast Wologda mit einer Spurweite von 750 mm.

## Geschichte
Im Jahr 1946 wurde der erste Abschnitt der Schmalspurbahn eröffnet, die auf der Trasse einer Anfang der 1930er Jahre gebauten und weniger als 20 Jahre später stillgelegten Einschienenbahn gebaut worden war. Zunächst wurden Dampflokomotiven eingesetzt, später verschiedene Diesellokomotiven, darunter die TU2, die später auf der Sorokopol-Schmalspurbahn eingesetzt wurden.
Mit der Erschließung von Waldgebieten bewegte sich die Schmalspurbahn immer weiter nach Osten und erreichte Ende der 70er Jahre eine Rekordlänge von 115 Kilometern. Die Länge der Zweigstrecken betrug mindestens 80 Kilometer.
Die Schmalspurbahn wurde einst als vorbildlich und fortschrittlich bezeichnet. Die zunehmende Länge der Strecke führte jedoch zu einer erheblichen Erhöhung der Holztransportkosten. Seit Ende der achtziger Jahre ist das Verkehrsaufkommen erheblich gesunken. Die Verschlechterung des Gleiszustandes und die daraus resultierenden ständigen Unfälle verursachten dem Holzunternehmen große Verluste. 1994 wurde das Fällen von Bäumen in der Gegend des Dorfes Druschba eingestellt, so dass das Transportaufkommen auf weniger als 100 Tausend Kubikmeter Holz sank.
Der Güterverkehr auf der Semigorodnjaja-Schmalspurbahn sank bis 2003 auf nicht weniger als einen Zug pro Tag, da die Holztransporte von Januar bis April auf im Winter gefrorenen Waldwegen durchgeführt wurden. Seit Mitte der 1990er Jahre wurde daher in Erwägung gezogen, die Schmalspurbahn stillzulegen. Bis Anfang 2003 wurde jedoch der regelmäßige Verkehr auf der Hauptstrecke aufrechterhalten, auch weil sie für die Bewohner der Walddörfer die einzige Verbindung zum Rest der Welt darstellte. Zeitweise wurden aus dem Haushalt des Wologda-Bezirks kleinere Beträge für die Reparatur der Strecke bereitgestellt.
Bis in die frühen 1990er Jahre verkehrte der Personenzug Semigorodnjaja–Druschba zweimal täglich, bei Tag und Nacht. Ab Mai 1997 fuhr nur noch montags, mittwochs, freitags und sonntags ein Zug pro Tag nach folgendem Fahrplan: 11:00–15:30 von Semigorodnjaja nach Druschba, 15:35–20:00 von Druschba nach Semigorodnjaja. Die Durchschnittsgeschwindigkeit blieb mit 23 km/h relativ hoch.
Bis 2001 pendelte der Zug noch zweimal pro Woche. Ab Oktober 2002 nur einmal am Montag. Die Fahrzeit wurde auf sechs bis sieben Stunden erhöht. Er bestand normalerweise aus einem ungeheizten Personenwagen und einem Güterwagen, der Brot und andere Produkte beförderte. Für die Fahrgäste verkörperte der Zug weiterhin die Verkörperung der „unsterblichen Ideen des Kommunismus“, denn auch nach 1995 war die Fahrt im Semigorodnjaja-Express kostenlos.
Zur Blütezeit der Semigorodnjaja-Schmalspurbahn fuhren aus allen Dörfern Arbeiterzüge ab, die Holzfäller zu den Waldgebieten zu brachten. 1997 fuhr der Arbeiterzug auf der Strecke von Druschba zum 4 Kilometer von der Hauptstrecke entfernten Rodungsgebiet Sogorok. Am Morgen fuhr er in den Wald und um 16–17 Uhr zurück. Im Jahr 2002 waren der Holzeinschlag in Sogorok und der dafür früher eingesetzte Arbeiterzug bereits eingestellt. Arbeitszüge fuhren nur noch von und zur Tomashka-Siedlung.

## Wissenschaft, Politik und Journalismus
Im Jahr 2000 untersuchte ein Forscher aus Moskau, Sergei Kostygow, die Geschichte der Semigorodnjaja-Schmalspurbahn. Im November 2001 erlangte sie durch den Dokumentarfilm Gleis (Колея) eines der zentralen Fernsehsender Bekanntheit, in dem über die aktuelle Situation der Eisenbahn über das Leben von Walddörfern berichtet wurde. Im Jahr 2002 flog der Gouverneur der Oblast Wologda die Schmalspurbahn mit einem Hubschrauber ab, um die Bewohner der Walddörfer zu treffen. Er versprach, Mittel bereitzustellen, um die Strecke zu reparieren. Im Oktober 2002 berichtete der Eisenbahnforscher Jewgeni Sterlin mit einer Geschichte über seine Reise entlang der Strecke Semigorodnjaja–Druschba im Internet.